# Joel Courtney
Joel Courtney (* 31. července 1996, Monterey, Kalifornie, Spojené státy americké) je americký herec, který se proslavil především rolemi ve filmech Super 8 (2011), Stánek s polibky (2018) a Stánek s polibky 2 (2020) Stránek s polibky 3 (2021)

## Životopis a kariéra
Courtney se narodil v Kalifornii, ale vyrůstal v Moscow v Idaho.
Castingová režisérka Patti Kalles mu doporučila, aby se zúčastnil konkurzu do filmu studia Paramount Pictures Super 8. Roli opravdu získal a za výkon získal ocenění Cenu Saturn v kategorii nejlepší herecký výkon mladého herce.
V srpnu 2011 natáčel v Bulharsku film Tom Sawyer & Huckleberry Finn, který měl premiéru v roce 2014. Ve filmu si zahrál postavu mladého Toma Sawyera. V roce 2012 natáčel thrillerový film Don't Let Me Go, který měl premiéru v roce 2016. V listopadu 2012 byl obsazen do filmu Stephena Kinga Mercy. Během let 2014 až 2015 hrál v seriálu stanice The CW Poslové.
V roce 2016 se také objevil v nezávislých filmech Dear Eleanor (2016), Sins of Our Youth (2016) a F*&% the Prom. Ve stejném roce si také zahrál v jedonm z dílů seriálu Agenti S.H.I.E.L.D. roli Nathaniela Malicka.
V roce 2018 si zahrál po boku Joeye King ve netflixovém filmu Stánek s polibky. Roli si zopakoval v roce 2020 v sequelu Stánek s polibky 2 .

## Osobní život
Dne 14. února 2020 se zasnoubil se svou dlouholetou přítelkyni Miou Scholink.

## Filmografie

### Film
| Rok  | Název                         | Role           | Poznámky |
| ---- | ----------------------------- | -------------- | -------- |
| 2011 | Super 8                       | Joe Lamb       |          |
| 2012 | Spare Time Killers            | Young Tony     |          |
| 2013 | Don't Let Me Go               | Nick Madsen    |          |
| 2014 | Mercy                         | Buddy Bruckner |          |
| 2014 | Sins of Our Youth             | Davide         |          |
| 2014 | Tom Sawyer & Huckleberry Finn | Tom Sawyer     |          |
| 2016 | Dear Eleanor                  | Billy Hobgood  |          |
| 2016 | The River Thief               | Diz            |          |
| 2017 | F*&% the Prom                 | Cole Reed      |          |
| 2018 | Assimilate                    | Zach Henderson |          |
| 2018 | Stánek s polibky              | Lee Flynn      |          |
| 2020 | Stánek s polibky 2            | Lee Flynn      |          |
| 2020 | The Empty Man                 | Brandon Maibum |          |
| 2021 | Stánek s polibky 3            | Lee Flynn      |          |

### Televize
| Rok  | Název               | Role                 | Epizoda                                                         |
| ---- | ------------------- | -------------------- | --------------------------------------------------------------- |
| 2011 | Hodina duchů        | John Westmore        | díly: „Creature Feature (Part 1)“ a „Creature Feature (Part 2)“ |
| 2012 | Rogue               | Griffin Jones        | Televizní film                                                  |
| 2015 | Poslové             | Peter Moore          | hlavní role, 13 dílů                                            |
| 2016 | Agenti S.H.I.E.L.D. | Nathaniel Malick     | díl: „Ztracený ráj“                                             |
| 2017 | 13. okrsek          | Luke                 | díl: „Tátův návrat“                                             |
| 2019 | Double Dare         | Sám sebe / soutěžící |                                                                 |

## Ocenění a nominace
| Rok  | Ocenění                             | Kategorie                                      | Nominovaný za | Výsledek  |
| ---- | ----------------------------------- | ---------------------------------------------- | ------------- | --------- |
| 2011 | Teen Choice Awards                  | objev roku: muž                                | Super 8       | nominace  |
| 2011 | Teen Choice Awards                  | nejlepší filmová chemie                        | Super 8       | nominace  |
| 2011 | Phoenix Film Critics Society Awards | nejlepší obsazení                              | Super 8       | vítězství |
| 2011 | Phoenix Film Critics Society Awards | nejlepší mužský herecký výkon ve vedlejší roli | Super 8       | nominace  |
| 2012 | Young Artist Awards                 | nejlepší obsazení                              | Super 8       | nominace  |
| 2012 | Young Artist Awards                 | nejlepší mužský herecký výkon ve vedlejší roli | Super 8       | nominace  |
| 2012 | Cena Saturn                         | nejlepší herecký výkon – mladý herec           | Super 8       | vítězství |
| 2012 | Coming of Age Awards                | nejlepší nováček                               | Super 8       | nominace  |
| 2012 | BAM Awards                          | nejlepší herecký výkon – dětský herec          | Super 8       | nominace  |
| 2012 | YouReviewer Awards                  | objev roku                                     | Super 8       | nominace  |